# Edgard Frankignoul
Edgard Frankignoul, född 24 september 1882 i Liège, död 7 september 1954 var en belgisk uppfinnare, ingenjör och företagare. Han utvecklade frankimetoden som bär hans namn.
I början av 1900-talet utvecklade Edgard Frankignoul en pålningsmetod med den så kallade frankipålen som han lät patentera den 28 juli 1909 under titeln Système de fondation. Kort därefter grundade han tillsammans med Edmond Baar, en aristokrat från Liège, företaget Société des Pieux Armés Frankignoul. Pålningsmetoden används huvudsakligen när grunden består av fyllnadsmassor, dy, sand, sten och liknade och innebär att ett grovt stålrör slås ner till bäriga lager, varefter pålskon av betong slås ur. När sedan stålröret dras upp igen, fylls röret med betong under uppdragningen och en betongpelare blir kvar. Oftast trycks en armeringskorg ner i den färska betongen. Stålröret kan sedan återanvändas igen för nästa påle.
Frankignouls pålningsmetod blev mycket framgångsrik och redan i slutet på 1920-talet fanns 34 dotterföretag världen över. På 1960-talet hade Franki-Gruppen filialer i 44 länder. Stora byggprojekt där frankimetoden kom till användning var bland annat Operahuset i Sydney och talrika byggnader i Brasília. Boulevard Frankignoul  i Liège  är uppkallad efter Edgard Frankignoul.
Metoden kom i Sverige första gången till användning vid bygget av Slussen i Stockholm 1931–1935 och utfördes av Frankignouls företag. Både Karl Johansslussen och stora delar av trafikanläggningen Slussen står på frankipålar. Det var frankipålningen som sedermera skulle visa sig vara undermåligt utförd och förorsakade tidigt sättningar i anläggningen. Allt tyder på att man inte kom så långt ner som man ville med stålrören. När de drogs upp kollapsade betongpelaren på grund av instabila jordlager.. Metoden användes även vid ett skolbygge i Göteborg 1936. Huset rasade under bygget och utredningen visade att pålningsmetoden inte lämpade sig i Göteborgsleran, eftersom den omgivande leran inte klarade av gjuttrycket.[källa behövs]